# Sukabungah (Bojongmangu)
Sukabungah is een bestuurslaag in het regentschap Bekasi van de provincie West-Java, Indonesië. Sukabungah telt 5654 inwoners (volkstelling 2010).